# Bătălia de pe Nipru
Bătălia de pe Nipru a fost o bătălie de pe frontul de est din teatrul european de operațiuni al Celui de Al Doilea Război Mondial. Prin aceste operațiuni, armata sovietică, aflată în ofensivă susțiuntă după bătălia de la Kursk, și-a creat capete de pod pe malul drept al Niprului, cu scopul de a obține poziții strategice pentru eliberarea Kievului.
În timpul acestei operațiuni de patru luni, malul estic al Niprului a fost recuperat de la forțele germane de către cinci din Fronturile Armatei Roșii, care au realizat mai multe punctele de trecere a râului pentru a stabili mai multe capete de pod pe malul vestic. Ulterior, Kievul a fost eliberat într-o ofensivă separată. 

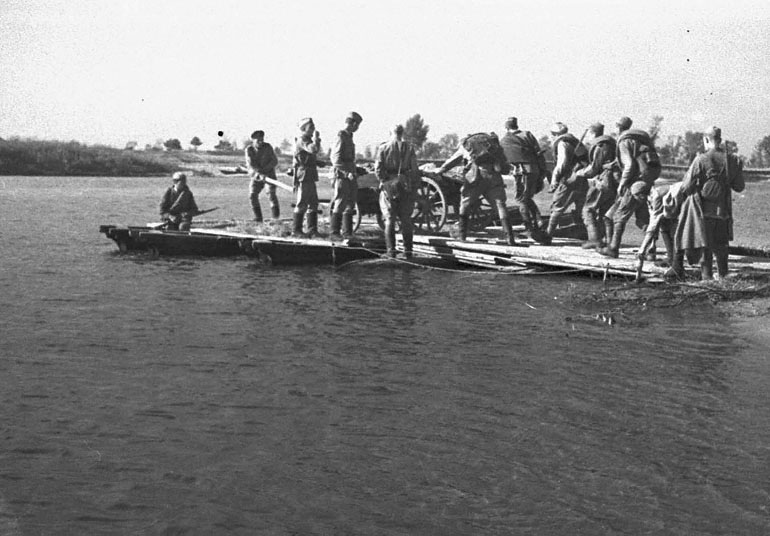
Soldaţi sovietici trecând Niprul.

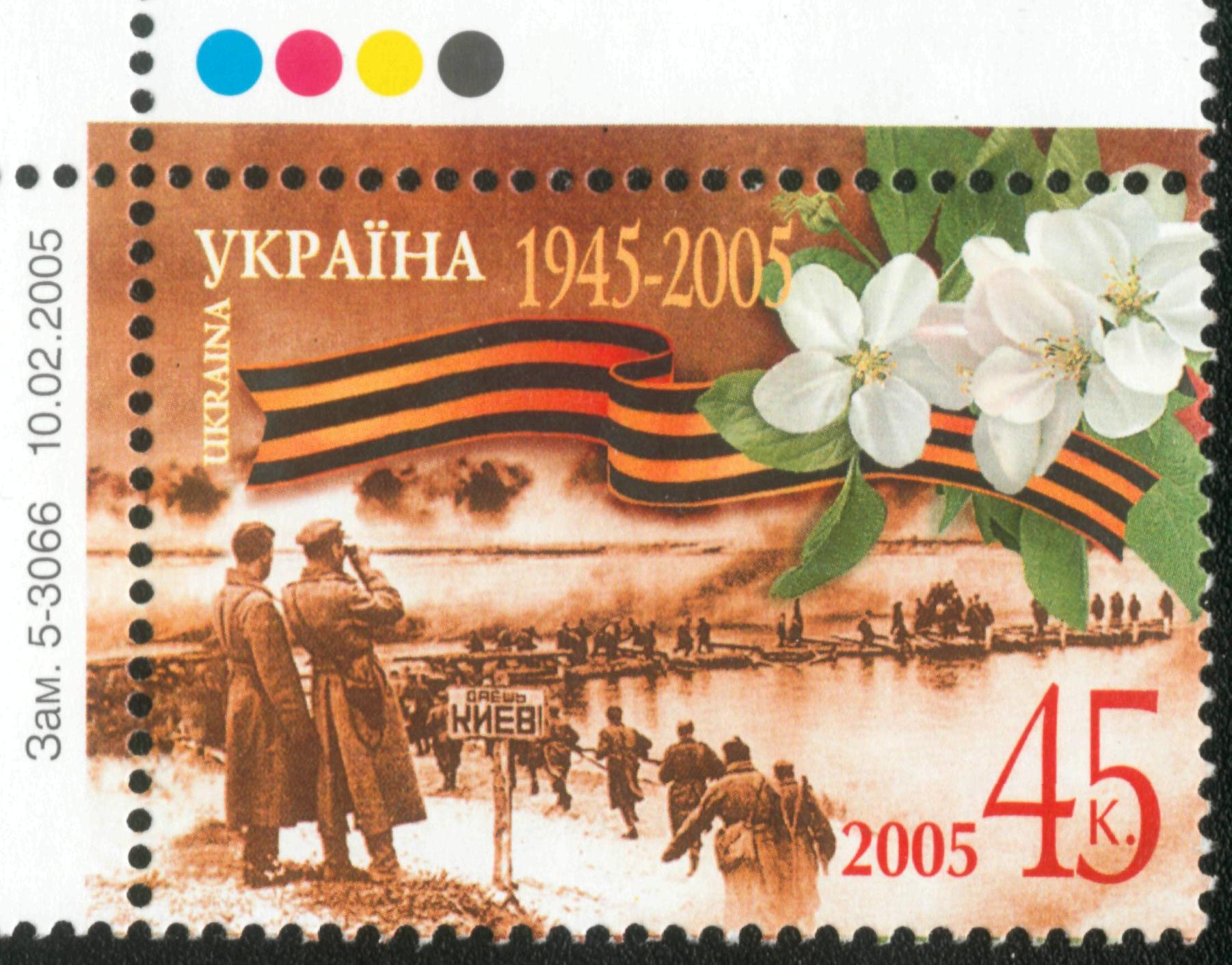
Timbru poştal emis în Ucraina la 10 februarie 2005, la 60 de ani după cel de-al doilea război mondial